# Raveno Čuvalo
Raveno Čuvalo (Srednja Dobrava, Radovljica,  6. kolovoza 1958. – Zagreb, 2. srpnja 1991.) je bio prva civilna žrtva JNA u Hrvatskoj prije Domovinskoga rata. Imao je 32 godine kada je ubijen. Stariji sin Kamila Čuvala, sinovac je hrvatskog publicista Ante Čuvala, svećenika fra Mladena Čuvala, a prastric mu je fra Ljubo Čuvalo. Njegova sestra Iva hrvatska je pjesnikinja.
Ubijen je 2. srpnja 1991. godine tijekom demonstracija ispred kasarne "Maršal Tito" (danas vojarna "Croatia") kada su građani Zagreba i Narodna zaštita (prva sveopća nadstranačka poluvojna hrvatska organizacija) Utrina i Travnog pokušali spriječiti izlazak kolone vojnih vozila i sedam tenkova koji su krenuli kao pojačanje postrojbama JNA angažiranih u napad na Sloveniju. Vatru su na nenaoružane demonstrante otvorili pripadnici JNA iz svojih oklopnih transportera. Neki su građani bacali molotovljeve koktele nadajući se da će ih uništiti. Pored građana otpor je pružala postrojba 2. "A" brigade ZNG koja je onda još bila dijelom MUP-a. Poginuo je Raveno Čuvalo i dvojica vojnika JNA,[vojnika ZNG ili vojnika JNA?] a ranjeno je devet civila i dva pripadnika 2. "A" brigade ZNG.

## Sjećanje
Čuvalovo ime uz imena ostalih Travnjana žrtava rata nalazi se spomen-ploči na sjeverozapadnom uglu ove četvrti, dok na samom mjestu Čuvalove pogibije nema nikakva spomena na ovaj događaj.
Ime mu se nalazi na hrvatskom kenotafu Hrvatskog slova gdje su popisana imena svih poginulih i nestalih hrvatskih branitelja u Domovinskom ratu.

## Vanjske poveznice
- Vjesnik online  Arhivirana inačica izvorne stranice od 1. veljače 2010. (Wayback Machine)